# Castello di Guédelon
Il castello di Guédelon è un cantiere situato in Francia, vicino a Treigny, per la costruzione di un castello medievale iniziato nel 1997. Il progetto utilizza solo le tecniche e i materiali del XIII secolo, al fine di indagare a fondo la tecnologia utilizzata nel passato, mentre tutti i materiali da costruzione sono ottenuti a livello locale. Il capo architetto è Jacques Moulin, che ha progettato il castello secondo il modello architettonico sviluppatosi in Francia durante il XII e XIII. La realizzazione del castello prevede anche la costruzione di altri edifici tipici della società medievale quali la cappella, il villaggio, le officine e così via. La conclusione della fortezza é prevista per il 2030.

## Concetto
L'idea di costruire un castello partendo da zero è venuta a Michel Guyot mentre stava restaurando il suo castello di Saint-Fargeau. L'idea si è evoluta fino a diventare un progetto articolato e focalizzato sui seguenti aspetti:
- turismo: il sito di costruzione può essere visitato ed è presente un ristorante medievale per accogliere i turisti. Il sito è oggi una meta turistica importante tanto da costituire la maggior attrazione in Yonne, con più di 300 000 visitatori nel 2010;
- istruzione: il progetto è aperto e adattato ai gruppi e alle scolaresche. In questo modo è possibile conoscere le condizioni di lavoro e le differenti professioni del medioevo;
- scienza e conoscenza: il team di progetto usa e testa le conoscenze degli scienziati e storici in tecniche di costruzione medievali;
- occupazione: il progetto ha creato 45 lavori e attirato 200 volontari, assumendo giovani in difficoltà ed aiutandoli con la formazione professionale sul campo. Per esempio alcuni di loro hanno ottenuto la certificazione di scalpellino;
- commemorazione: il progetto può essere visto come un memoriale che realizza il sogno di colmare il divario epistemologico tra il presente e il passato.

## Intento
L'Archeologia sperimentale si avvale di un approccio pratico per riscoprire le tecniche dimenticate, senza affidarsi esclusivamente ai modelli, ipotesi e teorie perché ciò può originare errori di interpretazione. Per capire come utilizzare uno strumento o come creare un oggetto, diventa necessaria una riproduzione reale.
Per il medioevo questo approccio era limitato a oggetti isolati, funzioni specifiche, sequenze limitate. L'intento del castello di Guédelon è di generare un esperimento del tutto nuovo: l'analisi del cantiere in azione come un unico grande progetto per convalidare o rettificare le ipotesi sulle costruzioni medievali.

## Il supporto scientifico e le attrezzature
La squadra di progetto comprende:
- Michel Guyot, iniziatore del progetto;
- Maryline Martin, direttore del cantiere;
- Jacques Moulin, capo architetto dei monumenti storici;
- Florian Renucci supervisore.

Un comitato scientifico permanente composto da storici medievali e archeologi è addetto alla stesura di un programma annuale dei lavori. Sono spesso organizzati dei congressi a cui vengono invitati altri ricercatori per rispondere a domande circa l'attuazione del progetto e il progresso dei lavori nei siti medievali. Questi incontri portano alla pubblicazione di opere su temi specifici.
Il comitato scientifico comprende, oltre a Jacques Moulin:
- Anne Baud, dottore di ricerca in Archeologia Medievale, docente presso l'Università di Lione II;
- Nicolas Reveyron, storico dell'arte, docente presso l'Università di Lione II;
- Corvisier cristiano, storico dell'architettura;
- Frédéric Epaud, archeologo, specialista del legno specializzato in strutture medievali.

## L'evoluzione dei lavori

Piano terra

### 1997
Dopo aver concluso il progetto, è stato scelto il sito per il cantiere in base alla disponibilità di materiali da costruzione: una cava di pietra abbandonata in una foresta di grandi dimensioni, con uno stagno non molto distante. La vegetazione viene rimossa per poter definire il perimetro della nuova costruzione.

### 1998
Il sito apre al pubblico l'uno di maggio,1998.
Il cortile è stato delimitato dalle prime pareti alte un metro.

### 1999
La torre della cappella comincia a prendere forma con la costruzione della cupola della cisterna d'acqua nel seminterrato della torre. Le mura ad ovest raggiungono l'altezza di 3 metri.

### 2000
Prendono il via i lavori della sala delle guardie al piano terra della torre cappella, ha inizio la costruzione della volta a crociera e dei primi 3 gradini della scala a chiocciola. Inoltre il pilastro del ponte fisso in pietra viene completato.

### 2001
Viene completata la cisterna d'acqua nel seminterrato della torre cappella assieme alla seconda cisterna, nella cantina della torre principale. Nel cortile viene messo in posizione l'enorme cordolo monolitico di pietra del pozzo. I Piloni del ponte fisso e il manto stradale sono completati.

### 2002
La volta a crociera della torre della cappella è ora completa e sono aggiunti 24 scalini alla scala a chiocciola.
Le mura arrivarono all'altezza di tre metri mentre iniziano i lavori per il cancello della fortezza.

### 2003
I falegnami costruiscono due "gabbie dello scoiattolo" per le gru e nella foresta viene completata la capanna del tintore.

### 2004
Nel cortile, i lavori per la loggia dei signori prendono il via. Al piano terra si trovano la cucina, che verrà in seguito dotata di un forno per il pane, e un grande magazzino, che servirà come dispensa. Inoltre vengono costruiti i primi scalini delle scale esterne che portano al primo piano.
L'ingresso alla torre principale è costruito e vengono innalzati i muri.
I boscaioli e falegnami costruiscono due laboratori: la fucina e la fabbrica di piastrelle.

### 2005
Le pareti della loggia dei signori sono alte 2 metri e viene completato il camino della cucina, mentre la torre principale raggiunge i 10 metri di altezza.

### 2006
Il piano terra della loggia dei signori è completo all'altezza di 4,20 metri, vengono disposte gli arcarecci per il pavimento del primo piano mentre la scalinata esterna è completata.

### 2007
Viene collegata la torre principale alla loggia mentre i lavori in generale avanzano.

### 2008
I lavori avanzano e vengono completate le mura a nord con le merlature e il cammino di ronda. Grandi progressi sono fatti all'interno della loggia.

### 2009
Viene imbastito il tetto della loggia che ora è completa di camini, decorazioni e piastrelle. Il muro est comincia ad alzarsi.

### 2010
La torre principale viene preparata per la costruzione della volta mentre cominciano le decorazioni.
Il tetto della loggia viene completato con le tegole.
Il muro est raggiunge i 5 metri.

### 2011
Viene completata la volta a crociera del primo piano della grande torre.

### 2012
Le sale della loggia cominciano a essere colorate.

### 2013
Viene completato il camminamento sul bastione settentrionale.

### 2014
Ripartono i lavori della torre della cappella.

### 2015
Si lavora alla volta della torre della cappella mentre viene pavimentata la loggia.

### 2016
Il camminamento del muro occidentale viene completato.

### 2017
Si costruiscono le travi del tetto della torre della cappella

### 2018
L'impalcatura del tetto della torre della cappella è completata.

### 2019
Con la posatura delle tegole la torre della cappella è finita.
Viene costruito l'arco dell'ingresso.

### 2020
Nel 2020 la loggia del signore, il bastione settentrionale, la torre cappella (nord-occidentale) e il bastione occidentale sono completi.
I lavori si concentrano nel costruire la torre d'angolo sud occidentale, il bastione meridionale e le torri del cancello meridionale.
Al contrario i lavori sono fermi alle fondamenta per quanto riguarda la torre d'angolo sud-orientale, mentre il bastione orientale è poco sviluppato, rendendolo un ingresso secondario.

## Immagini del cantiere

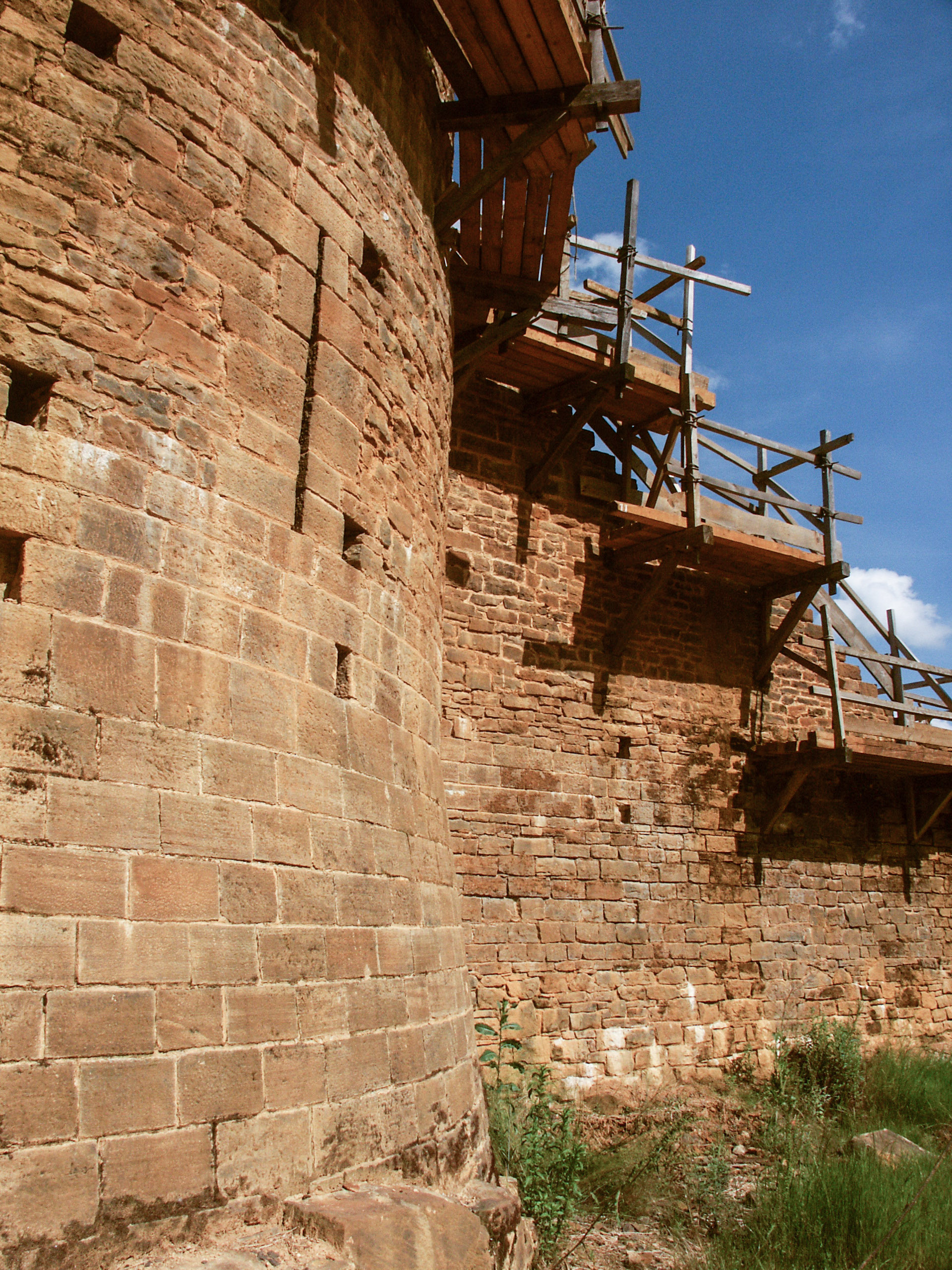
Castello di Guédelon nel giugno 2004.
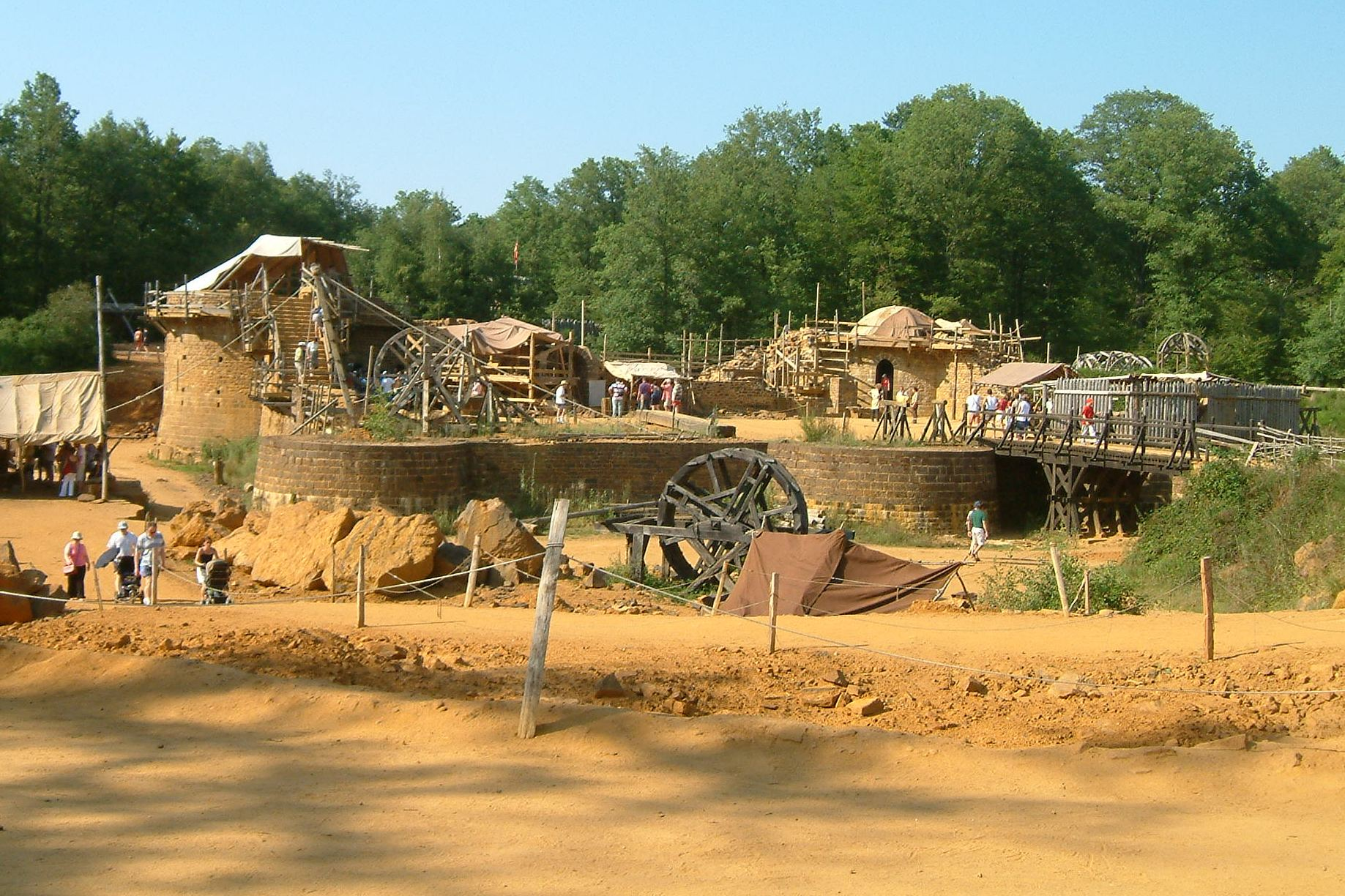
2005
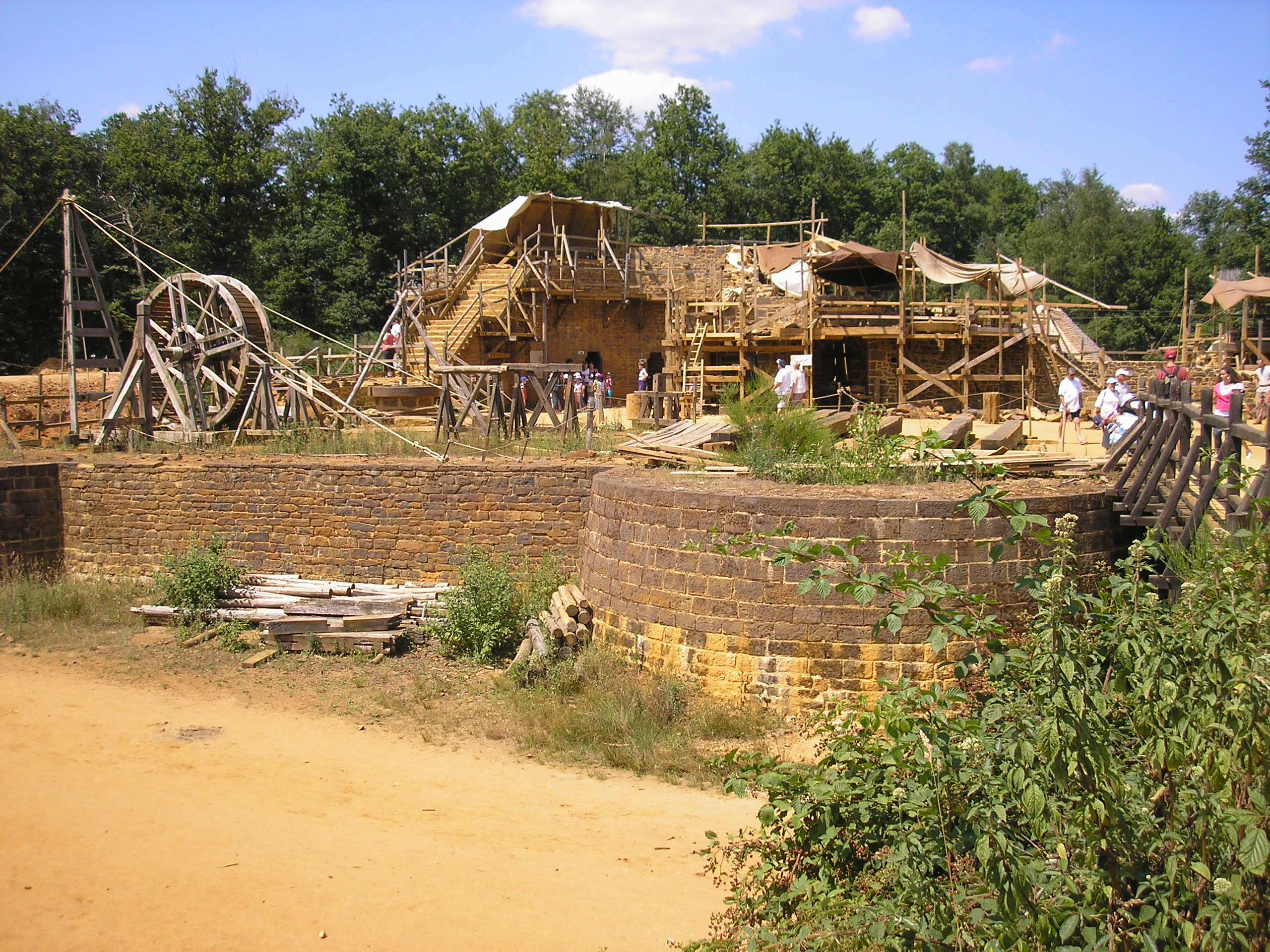
2006
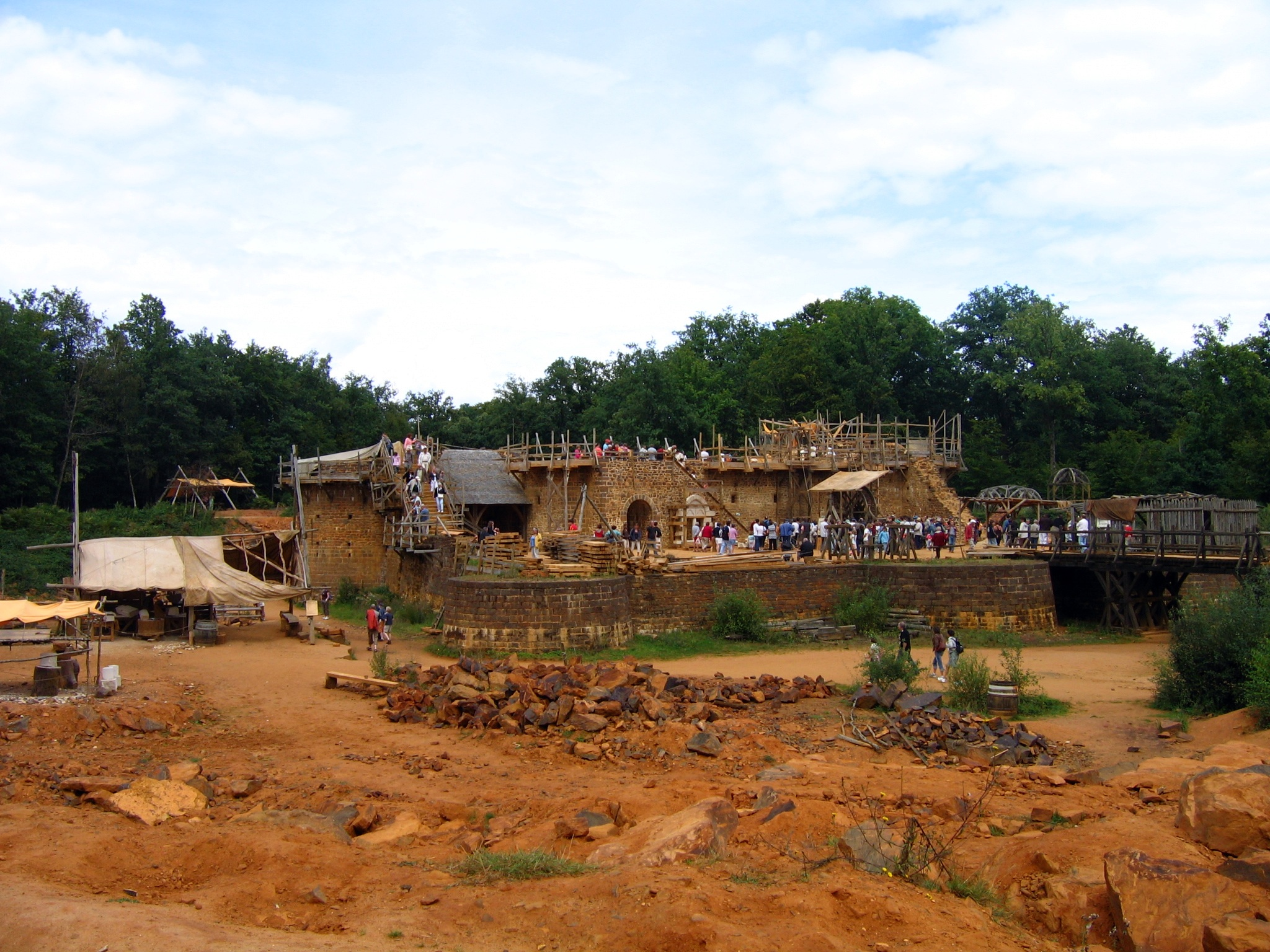
2007
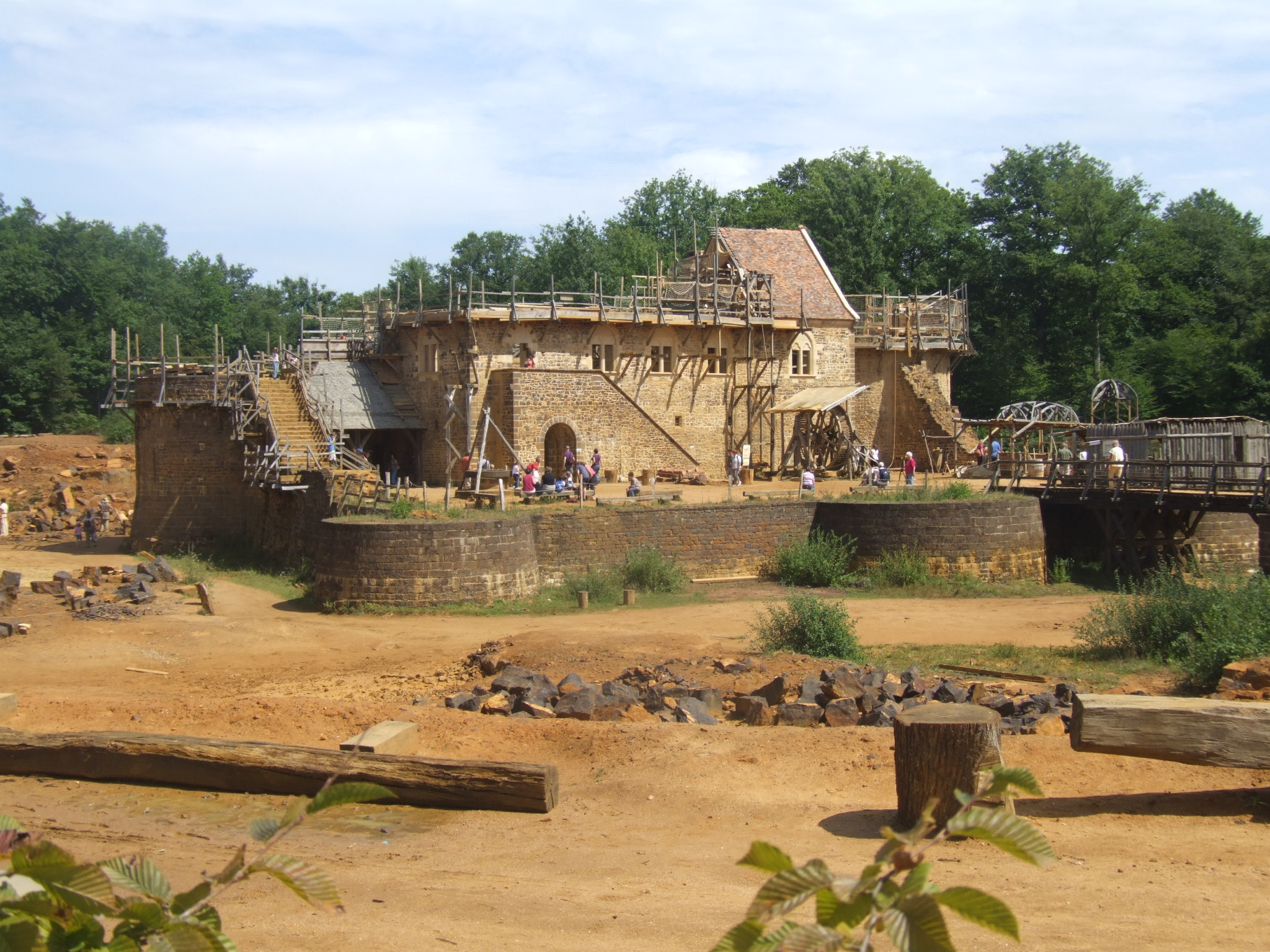
2009